# Moritz Christian Julius Thaulow
Moritz Christian Julius Thaulow, född 19 november 1812 i Slesvig, död 20 juli 1850 i Kristiania (nuvarande Oslo), var en dansk-norsk kemist. Han var bror till Heinrich Arnold och Harald Conrad Thaulow samt far till Johan Fredrik och farbror till Frits Thaulow.
Fadern var av norsk släkt. Han studerade kemi i Kiel och kom 1832 till Kristiania som assistent i fysik och kemi hos Jens Jacob Keyser. År 1837 lämnade han denna tjänst och studerade under de följande åren med stipendium kemi dels i Berlin, dels hos Justus von Liebig i Giessen, dels i Paris. Efter sin hemkomst (1839) blev han lektor i kemi vid Kristiania universitet som den första särskilda läraren i detta ämne. År 1844 blev han professor vid nämnda universitet och verkade som sådan till sin död.